# 宮本真司
宮本 真司（みやもと しんじ, 1987年6月3日 - ）は香川県坂出市出身の元バスケットボール選手である。2006年から2008年までbjリーグの高松ファイブアローズに所属した。
坂出市立東部小学校出身、坂出市立東部中学校3年時は主将（キャプテン）を務めた。
高松商業高校在学中は全国大会に三度の出場を果たし、副キャプテンを務めていた。卒業後、高商OBクラブを経てbjリーグのトライアウトを受験し、2006年、高松ファイブアローズに加入。背番号は5。当時bjリーグ最年少プレイヤーであった。
2008年6月契約満了とともに、高松ファイブアローズを退団する事を決意。同年12月にアメリカ・EBAに挑戦した。この間に国体の香川県選抜メンバーにも選出されている。
2009年8月、高松ファイブアローズに戻り、練習生として活動。
2010年9月、大阪エヴェッサの下部組織「大阪エヴェッサE II」所属となる。
2011年2月、膝の故障が悪化したため香川プロスポーツクラブ連絡協議会職員に転身し、高松ファイブアローズの運営に参加した。
2012-2013シーズンに向け改めて高松ファイブアローズの練習生となるが、練習中の負傷により、現役を引退した。